# Насьонал Фаст Клуб
«Насьонал Фаст Клуб» (порт.-браз. Nacional Fast Clube) — бразильский футбольный клуб из города Манаус.

## История
«Насьонал Фаст Клуб» был основал выходцами из «Насьонала», другой команды из Манауса. В 1930 году члены клуба и футболисты, во главе с капитаном команды Родолфо Гонсалвесом и почётным президентом «Насьонала» Вивалдо Лимой, приняли решение покинуть организацию и создать новый футбольный клуб. Причиной ухода стало несогласие с решением действующего президента «Насьонала» Леополдо Маттоса, который лишил футболистов права голосовать на будущих выборах президента клуба. Это решение было связано с тем, что большинство футболистов поддерживало Лиму, и их голоса оказались бы решающими на выборах. Сам Вивалдо покинул «Насьонал» вместе с игроками.
30 июля 1930 года был основан «Насьонал Фаст Клуб». Родоначальники сохранили название команды, из которой ушли, заменив только слово Futebol на Fast, чтобы даже аббревиатура клуба (NFC) осталась той же. Это название предложил профессор местной гимназии Карлос Мескита, которому поставили задачу придумать слово, относящееся к футболу и начинающееся на букву F. Слово Fast он, будучи преподавателем английского, взял именно из этого языка. Оно переводится как «Быстрый», что он смог интерпретировать скоростью и ловкостью, которые футболисты показывают на поле. Цвета команды были выбраны из флага штата Амазонас — синий, белый и красный. Символ клуба — пятиконечная звезда также относится к флагу штата. Первым президентом «Насьонал Фаст Клуба» стал Вивалдо Лима.
Уже в 1931 году «Насьонал Фаст Клуб» выиграл второй дивизион чемпионата штата. А годом позже занял второе место в высшем дивизионе первенства Амазонас. Затем за 10 лет клуб занимал ещё 7 раз второе место в чемпионате штата. «Насьонал Фаст Клуб» называли второй командой Амазонаса после «Рио-Негро». Первые два титула команда выиграла в 1948 и 1949 годах. В 1970 году клуб выиграл своё первое межштатовское соревнование — Турнир Севера. В то же десятилетие «Насьонал Фаст Клуб» играл в серии А чемпионата Бразилии, где провёл два сезона. С 1980-х клуб попал в игровой, а с 1986 года и финансовый кризис. Лишь с 2006 года «Насьонал Фаст Клуб» вновь вышел в список лидеров футбола Амазонаса, заняв пять вторых мест за семь лет. В 2016 году команда впервые за 45 лет выиграла первенство штата.

## Достижения
- Чемпион штата Амазонас: 1948, 1949, 1955, 1960, 1970, 1971, 2016
- Обладатель Кубка Амазонас: 1955, 1964, 1971, 1972, 2015
- Победитель Турнира Севера Бразилии: 1970